# Campeonato Gaúcho de Futebol Feminino de 2018
O Campeonato Gaúcho de Futebol Feminino de 2018 foi a vigésima primeira edição do campeonato de futebol feminino. Pela primeira vez na história foi totalmente organizado pela Federação Gaúcha de Futebol, fato que garante o início da profissionalização da modalidade no Estado do Rio Grande do Sul. A Associação Gaúcha de Futebol Feminino, que organizava o certame até então, ficará responsável pela organização da Série B. Com início em 29 de julho contou com dez equipes do Estado. O Grêmio foi a equipe campeã irá disputar uma vaga no Campeonato Brasileiro de Futebol Feminino - Série A2 de 2019 e será, também, a representante do Rio Grande do Sul na Copa do Brasil de Futebol Feminino, caso a CBF reative a competição.

## Fórmula de disputa
- Primeira fase: As dez equipes foram divididas em dois grupos de cinco equipes cada. Todas as equipes se enfrentam dentro de seu grupo, em confrontos de ida e volta. As quatro primeiras colocadas de cada grupo avançam para a Fase Final;

- Fase Final: As oito equipes enfrentam-se, nas Quartas de final, em partidas de ida e volta em cruzamento olímpico. O cruzamento desta fase determina os confrontos da fase Semifinal e Final, também em partidas de ida e volta, sendo a partida final com mando da equipe com a melhor campanha.

Critérios de desempate
Conforme regulamento geral da competição, para o caso de desempate entre equipes serão aplicados os seguintes critérios:
- Maior número de pontos;
- Maior número de vitórias;
- Maior saldo de gols simples;
- Maior número de gols a favor;
- Menor número de cartões vermelhos;
- Menor número de cartões amarelos;
- Sorteio na sede da FGF, com a presença de integrantes das equipes interessadas.

## Participantes
As chaves foram definidas após o congresso técnico realizado em 16 de abril de 2018, alteradas posteriormente a desistência de quatro equipes.
| CAMPEONATO GAÚCHO DE FUTEBOL FEMININO DE 2018 | CAMPEONATO GAÚCHO DE FUTEBOL FEMININO DE 2018 | CAMPEONATO GAÚCHO DE FUTEBOL FEMININO DE 2018 | CAMPEONATO GAÚCHO DE FUTEBOL FEMININO DE 2018 | CAMPEONATO GAÚCHO DE FUTEBOL FEMININO DE 2018 | CAMPEONATO GAÚCHO DE FUTEBOL FEMININO DE 2018 |
| Chave                                         | Clube (Cidade)                                | Clube (Cidade)                                | Clube (Cidade)                                | Clube (Cidade)                                | Clube (Cidade)                                |
| --------------------------------------------- | --------------------------------------------- | --------------------------------------------- | --------------------------------------------- | --------------------------------------------- | --------------------------------------------- |
| A                                             | Internacional (Porto Alegre)                  | Brasil de Farroupilha (Farroupilha)           | Estrela (Estrela)                             | Ijuí (Ijuí)                                   | Palestra (Erechim)                            |
| B                                             | Grêmio (Porto Alegre)                         | João Emílio (Candiota)                        | Oriente (Canoas)                              | Rio Grande (Rio Grande)                       | Black Show (Guaíba)                           |

Após serem anunciados, Atlético Carazinho (Carazinho), Santaritense (Nova Santa Rita), Guarani (Lajeado) e Sapucaiense (Sapucaia do Sul), desistiram da competição

: Cabeças de Chave

## Primeira Fase

### Grupo A
| Grupo A | Grupo A               | Grupo A | Grupo A | Grupo A | Grupo A | Grupo A | Grupo A | Grupo A | Grupo A | Grupo A |
| Pos     | Times                 | Pts     | J       | V       | E       | D       | GP      | GC      | SG      | %       |
| ------- | --------------------- | ------- | ------- | ------- | ------- | ------- | ------- | ------- | ------- | ------- |
| 1       | Internacional         | 24      | 8       | 8       | 0       | 0       | 52      | 0       | 52      | 100     |
| 2       | Estrela               | 18      | 8       | 6       | 0       | 2       | 17      | 19      | -2      | 75      |
| 3       | Brasil de Farroupilha | 10      | 8       | 3       | 1       | 4       | 16      | 27      | -11     | 42      |
| 4       | Ijuí                  | 7       | 8       | 2       | 1       | 5       | 23      | 29      | -6      | 29      |
| 5       | Palestra[X]           | 0       | 8       | 0       | 0       | 8       | 2       | 35      | -33     | 0       |

|  |                                             |
|  | Equipes classificadas às Quartas de finais. |

| Resultados (Resumo)   | Resultados (Resumo) | Resultados (Resumo) | Resultados (Resumo) | Resultados (Resumo) | Resultados (Resumo) | Resultados (Resumo) |
| Clube                 | BRA                 | EST                 | IJU                 | INT                 | PAL                 |                     |
| --------------------- | ------------------- | ------------------- | ------------------- | ------------------- | ------------------- | ------------------- |
| Brasil de Farroupilha |                     | 1 – 3               | 4 – 1               | 0 – 8               | 4 – 1               |                     |
| Estrela               | 5 – 1               |                     | 2 – 1               | 0 – 3               | 3 – 0               |                     |
| Ijuí                  | 3 – 3               | 1 – 2               |                     | 0 – 6               | 3 – 0               |                     |
| Internacional         | 6 – 0               | 11 – 0              | 12 – 0              |                     | 3 – 0               |                     |
| Palestra              | 0 – 3               | 1 – 2               | 0 – 14              | 0 – 3               |                     |                     |

|  |                     |  |        |  |                      |
|  | Vitória do Mandante |  | Empate |  | Vitória do Visitante |

NOTA ^  O Palestra foi excluído da competição, após o não comparecimento ao confronto contra o Internacional. Em suas partidas restantes foi aplicado o escore de 3-0 a favor do adversário e os pontos obtidos nas partidas anteriores transferidos às equipes adversárias.

### Grupo B
| Grupo B | Grupo B        | Grupo B | Grupo B | Grupo B | Grupo B | Grupo B | Grupo B | Grupo B | Grupo B | Grupo B |
| Pos     | Times          | Pts     | J       | V       | E       | D       | GP      | GC      | SG      | %       |
| ------- | -------------- | ------- | ------- | ------- | ------- | ------- | ------- | ------- | ------- | ------- |
| 1       | Grêmio         | 24      | 8       | 8       | 0       | 0       | 48      | 0       | 48      | 100     |
| 2       | Oriente        | 18      | 8       | 6       | 0       | 2       | 11      | 6       | 5       | 75      |
| 3       | Rio Grande     | 9       | 8       | 2       | 1       | 5       | 5       | 20      | -15     | 37      |
| 4       | João Emílio    | 9       | 8       | 1       | 1       | 6       | 7       | 28      | -21     | 37      |
| 5       | Black Show[XX] | 0       | 8       | 1       | 2       | 5       | 8       | 25      | -17     | 0       |

|  |                                             |
|  | Equipes classificadas às Quartas de finais. |

| Resultados (Resumo) | Resultados (Resumo) | Resultados (Resumo) | Resultados (Resumo) | Resultados (Resumo) | Resultados (Resumo) | Resultados (Resumo) |
| Clube               | BSH                 | GRE                 | JEM                 | ORI                 | RGR                 |                     |
| ------------------- | ------------------- | ------------------- | ------------------- | ------------------- | ------------------- | ------------------- |
| Black Show          |                     | 0 – 8               | 3 – 1               | 0 – 3               | 0 – 3               |                     |
| Grêmio              | 3 – 0               |                     | 12 – 0              | 1 – 0               | 7 – 0               |                     |
| João Emílio         | 3 – 3               | 0 – 6               |                     | 0 – 1               | 2 – 0               |                     |
| Oriente             | 3 – 1               | 0 – 3               | 2 – 1               |                     | 1 – 0               |                     |
| Rio Grande          | 1 – 1               | 0 – 8               | 1 – 0               | 0 – 1               |                     |                     |

|  |                     |  |        |  |                      |
|  | Vitória do Mandante |  | Empate |  | Vitória do Visitante |

NOTA ^  O Black Show foi excluído da competição, após o não comparecimento ao confronto contra o Grêmio. Em suas partidas restantes foi aplicado o escore de 3-0 a favor do adversário e os pontos obtidos nas partidas anteriores transferidos às equipes adversárias.

## Fase final
Em itálico, os times que possuem o mando de campo no primeiro jogo do confronto e em negrito os times classificados.
|  | Quartas de final               | Quartas de final               | Quartas de final               | Quartas de final               |      |               | Semifinais          | Semifinais          | Semifinais          | Semifinais          |  |               | Final             | Final             | Final             | Final             |  |  |
|  | 21 de outubro a 15 de novembro | 21 de outubro a 15 de novembro | 21 de outubro a 15 de novembro | 21 de outubro a 15 de novembro |      |               | 18 a 25 de novembro | 18 a 25 de novembro | 18 a 25 de novembro | 18 a 25 de novembro |  |               | 1 a 9 de dezembro | 1 a 9 de dezembro | 1 a 9 de dezembro | 1 a 9 de dezembro |  |  |
|  |                                |                                |                                |                                |      |               |                     |                     |                     |                     |  |               |                   |                   |                   |                   |  |  |
|  | Internacional                  | 9                              | 15                             | 24                             |      |               |                     |                     |                     |                     |  |               |                   |                   |                   |                   |  |  |
|  | João Emílio                    | 0                              | 0                              | 0                              |      |               |                     |                     |                     |                     |  |               |                   |                   |                   |                   |  |  |
|  | João Emílio                    | 0                              | 0                              | 0                              |      | Internacional | 2                   | 4                   | 6                   |                     |  |               |                   |                   |                   |                   |  |  |
|  |                                |                                |                                |                                |      | Internacional | 2                   | 4                   | 6                   |                     |  |               |                   |                   |                   |                   |  |  |
|  |                                | Brasil de Farroupilha          | 0                              | 0                              | 0    |               |                     |                     |                     |                     |  |               |                   |                   |                   |                   |  |  |
|  | Oriente                        | Brasil de Farroupilha          | 0                              | 0                              | 0    | 0             | 1                   | 1                   |                     |                     |  |               |                   |                   |                   |                   |  |  |
|  | Oriente                        |                                |                                |                                |      | 0             | 1                   | 1                   |                     |                     |  |               |                   |                   |                   |                   |  |  |
|  | Brasil de Farroupilha          | 1                              | 2                              | 3                              |      |               |                     |                     |                     |                     |  |               |                   |                   |                   |                   |  |  |
|  | Brasil de Farroupilha          | 1                              | 2                              | 3                              |      |               |                     |                     |                     |                     |  | Internacional | 0                 | 1                 | 1(3)              |                   |  |  |
|  |                                |                                |                                |                                |      |               |                     |                     |                     |                     |  | Internacional | 0                 | 1                 | 1(3)              |                   |  |  |
|  |                                | Grêmio                         | 0                              | 1                              | 1(5) |               |                     |                     |                     |                     |  |               |                   |                   |                   |                   |  |  |
|  | Grêmio                         | Grêmio                         | 0                              | 1                              | 1(5) | 6             | 3                   | 9                   |                     |                     |  |               |                   |                   |                   |                   |  |  |
|  | Grêmio                         |                                |                                |                                |      | 6             | 3                   | 9                   |                     |                     |  |               |                   |                   |                   |                   |  |  |
|  | Ijuí                           | 0                              | 0                              | 0                              |      |               |                     |                     |                     |                     |  |               |                   |                   |                   |                   |  |  |
|  | Ijuí                           | 0                              | 0                              | 0                              |      | Grêmio        | 6                   | 10                  | 16                  |                     |  |               |                   |                   |                   |                   |  |  |
|  |                                |                                |                                |                                |      | Grêmio        | 6                   | 10                  | 16                  |                     |  |               |                   |                   |                   |                   |  |  |
|  |                                | Estrela                        | 1                              | 1                              | 2    |               |                     |                     |                     |                     |  |               |                   |                   |                   |                   |  |  |
|  | Estrela                        | Estrela                        | 1                              | 1                              | 2    | 1             | 3                   | 4                   |                     |                     |  |               |                   |                   |                   |                   |  |  |
|  | Estrela                        |                                |                                |                                |      | 1             | 3                   | 4                   |                     |                     |  |               |                   |                   |                   |                   |  |  |
|  | Rio Grande                     | 0                              | 0                              | 0                              |      |               |                     |                     |                     |                     |  |               |                   |                   |                   |                   |  |  |

### Quartas de Final

#### Jogos de Ida
| Domingo, 21 de outubro | João Emílio | 0 – 9  | Internacional                                                             | Estádio 20 de Setembro, Candiota  |
| 15:30                  |             | Súmula | 7', 14', 52' Kika · 18' Karina · 22', 28' Moretti · 43' Shasha · 56' Gabi | Árbitro: RS Geovane Luis da Silva |

| Domingo, 21 de outubro | Brasil de Farroupilha | 1 – 0  | Oriente | Estádio das Castanheiras, Farroupilha |
| 15:30                  | Bruna Galiotto 18'    | Súmula |         | Árbitro: RS Cleiton Pache             |

| Domingo, 21 de outubro | Ijuí | 0 – 6  | Grêmio                                               | Estádio Bertholdo Christmann, Ijuí |
| 15:30                  |      | Súmula | 9' Beta · 22' Jé · 37', 50' Taís · 72', 78' Thamires | Árbitro: RS Janvie Baroni          |

| Domingo, 21 de outubro | Rio Grande | 0 – 1  | Estrela   | Estádio Arthur Lawson, Rio Grande   |
| 15:30                  |            | Súmula | 64' Kirst | Árbitro: RS Gilmar de Araújo Zacher |

#### Jogos de Volta
| Sexta-feira, 2 de novembro | Internacional | 15 – 0 | João Emílio | Campo da PUCRS, Porto Alegre |
| 15:30                      | Moretti 1', 23', 42', 55' · Kika 8' · Shasha 9', 34', 37' · Ariane 11' · Mylena 59' · Aninha 64' · Tata 70' · Carol 76' · Layssa 83', 87' | Súmula |             | Árbitro: RS Jeová Dias Viana |

| Sexta-feira, 2 de novembro | Oriente  | 1 – 2  | Brasil de Farroupilha | Campo dos Eucaliptos, Canoas                  |
| 15:30                      | Tchu 39' | Súmula | 18', 52' Tuca         | Árbitro: RS Ruggéri Damásio Amaro da Fontoura |

| Sexta-feira, 2 de novembro | Grêmio | 3 – 0       | Ijuí | Estádio Antônio Vieira Ramos, Gravataí |
| 15:30                      |        | W.O. Súmula |      | Árbitro: RS Vinícius Machado           |

| Quinta-feira, 15 de novembro | Estrela | 3 – 0       | Rio Grande | Campo do S.E.R. Aimoré, Estrela               |
| 15:30                        |         | W.O. Súmula |            | Árbitro: RS Ruggéri Damásio Amaro da Fontoura |

### Semifinal

#### Jogos de Ida
| Domingo, 18 de novembro | Brasil de Farroupilha | 0 – 2  | Internacional            | Estádio das Castanheiras, Farroupilha |
| 16:00                   |                       | Súmula | 21' Shasha · 85' Katrine | Árbitro: RS Marcio Bombassaro         |

| Domingo, 18 de novembro | Estrela  | 1 – 6  | Grêmio                                                                  | Campo do S.E.R. Aimoré, Estrela      |
| 11:00                   | Maki 69' | Súmula | 15' Thola · 18' Luiza · 21', 45' Vitória · 32' Thamirys · 78' Gabizinha | Árbitro: RS Jesiel Ellias dos Santos |

#### Jogos de Volta
| Domingo, 25 de novembro | Internacional                                       | 4 – 0  | Brasil de Farroupilha | Campo da PUCRS, Porto Alegre                  |
| 11:00                   | Katrine 37' · Thessa 50' · Moretti 80' · Mylena 85' | Súmula |                       | Árbitro: RS Ruggéri Damásio Amaro da Fontoura |

| Domingo, 25 de novembro | Grêmio | 10 – 1 | Estrela    | Estádio Antônio Vieira Ramos, Gravataí |
| 16:00                   | Beta 3' · Andressinha 11', 75' · Vitória 20' · Thamirys 35', 45' · Jé Alves 49' · Luiza 64' · Su 77', 90' | Súmula | 66' Pikena | Árbitro: RS Edimilson da Luz           |

### Final

#### Jogo de Ida
| Sábado, 1 de dezembro | Grêmio | 0 – 0  | Internacional | Estádio Antônio Vieira Ramos, Gravataí |
| 17:00                 |        | Súmula |               | Árbitro: RS Luis Ricardo Carissimi     |

#### Jogo de Volta
| Sábado, 9 de dezembro | Internacional | 1 – 1     | Grêmio        | Estádio Beira Rio, Porto Alegre |
| 17:00                 | Júlia 59'     | Relatório | 57' Gabizinha | Árbitro: RS                     |

|                                  |       | Penalidades                              |  |
| Katrine Thassa Gabi Costa Shasha | 3 – 5 | Thamirys Beta Rafa Ancheta Carlinha Taba |  |

## Premiação
| Campeonato Gaúcho de Futebol Feminino de 2018 |
| --------------------------------------------- |
| Grêmio Campeão (3.º título)                   |

## Outras Categorias
| Campeonato                                             | Campeã (Cidade)              | Vice-campeã (Cidade)         | Ref    |
| ------------------------------------------------------ | ---------------------------- | ---------------------------- | ------ |
| Campeonato Gaúcho de Futebol Feminino de 2018 (Sub-18) | Internacional (Porto Alegre) | João Emílio (Candiota)       | [ 9 ]  |
| Campeonato Gaúcho de Futebol Feminino de 2018 (Sub-15) | Estrela (Estrela)            | Internacional (Porto Alegre) | [ 10 ] |

## Ligações Externas
- Página oficial da Associação Gaúcha de Futebol Feminino
- Página oficial da Federação Gaúcha de Futebol